# 류경진
류경진(1980년 2월 1일 ~ )은 대한민국의 희극인 겸 배우이다.

## 출연 작품

### 영화
- 《우정, 그 씁쓸함에 대하여》
- 《선물》
- 《조작된 도시》

### 드라마 & 시트콤
- 《코끼리》 <62화 아이스크림>  (MBC)
- 《해피앤드 101가지 부부이야기》 〈7화 사교육의 여왕〉 (채널A)
- 《수상한 애견카페》 (TV조선)

### 방송 출연(SBS 제외)
- 《개그야》 (MBC)
  - 〈그림자〉
  - 〈고독한 킬러〉
  - 〈고밍〉
  - 〈난난난〉
  - 〈달려!〉
  - 〈댓글 톡! 톡!〉
  - 〈미녀는 외로워〉
  - 〈상상〉
  - 〈시네마 홈쇼핑〉
  - 〈IQ 430〉
  - 〈압구정 다이어리〉
- 《기분좋은 날》 (MBC)
- 《코미디쇼 웃으면 복이와요》 (MBC)
- 《무한도전》  (MBC)
- 《재밌는TV 롤러코스터 시즌1》 (tvN)
- 《켠김에 왕까지》 (온게임넷)
- 《MBC 특별 생방송》 (MBC)
  - <53회 힘내라! 중소氣Up!>
  - <57회 공동브랜드가 의.식.주를 책임진다!>
  - <89회 맛있는 사랑 콘서트>
  - <90회 通通 푸드 드라이브 2탄>
- 《스펀지 제로》 (KBS2)
- 《게임정보상황실 GP》 (온게임넷)
- 《더 체어 코리아 시즌 2》 (KBS Joy)
- 《뮤직 코믹쇼》 (MBC MUSIC)
- 《개그공화국》 (MBN)
- 《코미디에 빠지다》 (MBC)
  - <아가씨>
  - <니캉 내캉>
  - <지름신>
  - <이것이 법이다>
- 《공감 특별한 세상》 (MBC)
- 《생방송 오늘 아침》 (MBC)
- 《코미디의 길》 (MBC)
- 《속보이는TV 人사이드》 (KBS2) - 배우

### 인터넷
- 《싱글들의 수다》 (손바닥 TV)
- 실토 (KOON TV)

### 뮤직비디오
- 퓨쳐 라이거(무한도전) - Let's Dance (2009년)
- 박윤경 - 도도한여자 (2013년)

## 라디오
- 인천 TBN 《류경진의 TBN 차차차》 (2013년~현재)
- 엔터식스 《쇼핑몰 라디오》 (2015~)

## 수상 내역
- 2008년 MBC 방송연예대상 코미디, 시트콤부문 우수상[1]
- 2015 한국아동미술치료협회 홍보대사

## 같이 보기
허강조류
- 허준 (방송인)
- 강성민
- 조현민